# Erynia henricii
Erynia henricii är en svampart som först beskrevs av Marin Molliard, och fick sitt nu gällande namn av Humber & Ben Ze'ev 1981. Erynia henricii ingår i släktet Erynia och familjen Entomophthoraceae.   Inga underarter finns listade i Catalogue of Life.